# Dasycercus blythi

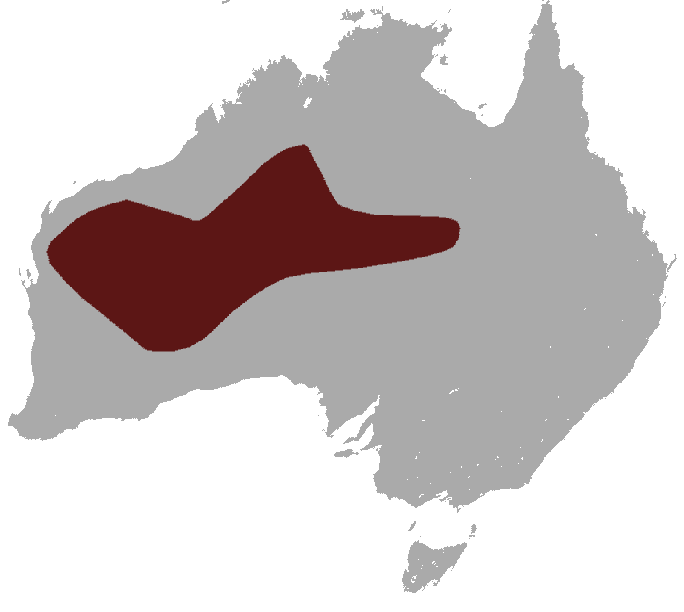

Dasycercus blythi é uma espécie de marsupial da família Dasyuridae. Endêmica da Austrália.
- Nome Popular: Mulgara-de-cauda-de-pincel[2]
- Nome Científico: Dasycercus blythi (Waite, 1904)
- Sinônimos do nome científico da espécie: Dasycercus blyghi; Dasycercus hilleri; Phascogale blythi;

## Características
Medem cerca de 15 cm de comprimento com uma cauda de 9 cm, pesam cerca de 100 gramas, sendo os machos ligeiramente maiores que as fêmeas.
Nota: Dasycercus blythi (Waite, 1904) é baseado no mesmo espécime que Dasycercus blyghi (Woodward, 1902), visto por (Walton, 1988).

## Hábitos alimentares
São carnivoros, alimentam-se de insetos, lagartos, filhotes de cobras e aranhas.

## Caracteristicas de reprodução
Produzem entre junho e setembro e tem ninhadas de 6-7 filhotes. A bolsa compreende em duas pregas laterais na pele.

## Habitat
Vivem nos desertos, matagais xéricos do centro da Austrália;

## Distribuição Geográfica
Distrito de Pilbara, na Austrália Ocidental;

## Subespécies
- Subespécie: Dasycercus blythi blyghi? (Woodward, 1902)

Sinônimo do nome cientifico da subespécie: Dasycercus cristicauda blyghi; Phascogale Blyghi;
Nota: Considerado sinônimo de Dasycercus blyghi.
Local: Distrito de Pilbara na Austrália Ocidental;
- Subespécie: Dasycercus blythi blythi (Waite, 1904)

Sinônimo do nome cientifico da subespécie: Dasycercus cristicauda blythi; Phascogale Blythi;
Nota: Dasycercus blyghi (Waite, 1904) é baseado no mesmo espécime que Dasycercus blyghi, visto po Walton, 1988.
Local: Distrito de Pilbara na Austrália Ocidental;
- Subespécie: Dasycercus blythi hilleri? (Thomas, 1905)

Sinônimo do nome cientifico da subespécie: Dasycercus cristicauda hilleri; Phascogale hilleri;
Nota: Sinônimizado com Dasycercus blythi. As Mulgaras foram reconhecidas por Jones (1923) como duas
espécies: Dasycercus hilleri e Dasycercus cristicauda, mas, foram mais tarde combinadas como uma espécie e duas
subespécies; Hoje foram novamente divididas como Dasycercus cristicauda e Dasycercus blythi;
Local: Nova Gales do Sul, Território do Norte, Queensland, Austrália Ocidental, Austrália Meridional, leste e sul da região do deserto de Simpson;